# Municipi de Sandanski
El municipi de Sandanski (búlgar: Община Сандански) és un municipi búlgar pertanyent a la província de Blagòevgrad, amb capital a la ciutat homònima. Es troba a sud de la província, i es fronterer amb Grècia.
L'any 2011 tenia 40.470 habitants, el 88,39 búlgars i el 1,47% gitanos. Dos terceres parts dels habitants del municipi viuen a la capital municipal, Sandanski.

## Localitats
El municipi es compon de les següents localitats, a més de la capital:
| - Belevehchevo - Belyovo - Bozhdovo - Chereshnitsa - Damyanitsa - Debrene - Doleni - Dzhigurovo - Golem Tsalim - Goleshovo - Gorna Sushitsa - Gorno Spanchevo - Harsovo - Hotovo - Hrasna - Kalimantsi - Karlanovo - Katuntsi | - Kashina - Kovachevo - Krastiltsi - Ladarevo - Laskarevo - Lebnitsa - Lehovo - Levunovo - Leshnitsa - Lilyanovo - Lozenitsa - Lyubovishte - Lyubovka - Malki Tsalim - Melnik (ciutat) - Novo Delchevo - Novo Hodzhovo - Petrovo | - Piperitsa - Pirin - Ploski - Polenitsa - Rozhen - Sandanski (ciutat) - Sklave - Spatovo - Stozha - Struma - Sugarevo - Valkovo - Vinogradi - Vihren - Vranya - Yanovo - Zlatolist - Zornitsa |